# ザイボーテンロイト
ザイボーテンロイト (ドイツ語: Seybothenreuth) は、ドイツ連邦共和国バイエルン州バイロイト郡（オーバーフランケン行政管区）に属す町村（以下、本項では便宜上「町」と記述する）で、ヴァイデンベルク行政共同体を形成する自治体の一つである。

## 地理

### 自治体の構成
この町は、公式には8つの地区 (Ort) からなる。このうち小集落や孤立農場などを除く集落を以下に列記する。
- デーベルシュッツ
- ドライゼンフェルト
- フェンケンゼース
- ザイボーテンロイト
- ヴュルンスロイト

## 歴史

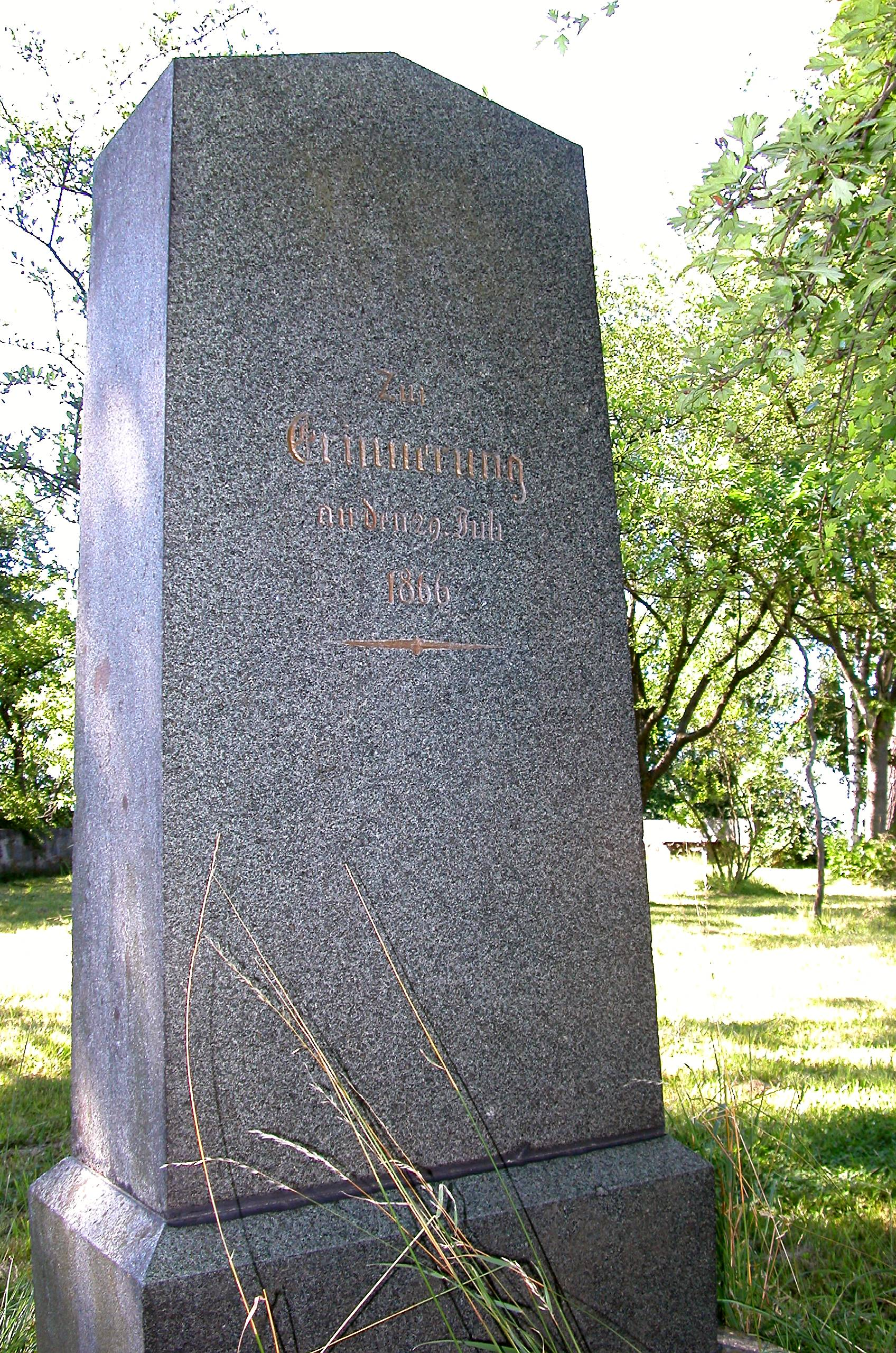
1866年の戦争記念碑

この町のデベールシュッツ地区およびレッサウ地区はそれぞれ1150年、1157年に文献上で初めて言及される。ザイボーテンロイト騎士領の領主はたびたび交替した。1792年からはプロイセンバイロイト侯領のアムトに属したが、1807年にティルジットの和約によりフランス領となり、1810年にバイエルン王国領となった。バイエルン王国の行政改革の時代、1818年の自治体令により現在の自治体が形成された。

### 1866年、普墺戦争
1866年7月29日、ゴルトヒューゲル付近で、バイエルン対プロイセンの戦い（普墺戦争）が行われ、プロイセンが勝利した。1875年にこの戦いを記念して記念碑が建立された。

## 行政

### 議会
町議会は13議席から成る。

### 首長
ラインハルト・プライシンガー (Freie Wähler)

## 経済と社会資本

### 交通
ザイボーテンロイトは連邦道B22に面している。

## 引用
1. ↑  https://www.statistikdaten.bayern.de/genesis/online?operation=result&code=12411-003r&leerzeilen=false&language=de Genesis-Online-Datenbank des Bayerischen Landesamtes für Statistik Tabelle 12411-003r Fortschreibung des Bevölkerungsstandes: Gemeinden, Stichtag (Einwohnerzahlen auf Grundlage des Zensus 2011)
2. ↑  Bayerische Landesbibliothek Online